# 빅터 플레밍
빅터 론조 플레밍(영어: Victor Lonzo Fleming, 1889년 2월 23일 ~ 1949년 1월 6일)는 미국의 영화 감독으로 오즈의 마법사, 바람과 함께 사라지다 등을 연출했다.

## 참여 작품
- 육체의 길 (1927년 영화)
- 레드 더스트 (1932년 영화)
- 보물섬 (1934년 영화)
- 굿바이 마이 라이프
- 오즈의 마법사 (1939년 영화)
- 바람과 함께 사라지다 (영화)
- 지킬 박사와 하이드씨 (1941년 영화)
- 조라는 이름의 사나이
- 잔 다르크 (1948년 영화)